# Claytonia
Claytonia es un género con 26 especies de plantas fanerógamas de la familia Montiaceae, nativo de Norteamérica con unas pocas especies extendiéndose a Guatemala en Centroamérica y noroeste y nordeste de Asia. 
En número de las especies eran incluidos anteriormente en el género Montia.

## Taxonomía
El género fue descrito por Carlos Linneo y publicado en Species Plantarum 1: 204. 1753.
Etimología
Claytonia: nombre genérico otorgado en honor del botánico John Clayton (1694–1773).

## Especies
- Claytonia acutifolia
- Claytonia arctica
- Claytonia arenicola
- Claytonia caroliniana
- Claytonia cordifolia
- Claytonia exigua
- Claytonia gypsophiloides
- Claytonia lanceolata
- Claytonia megarhiza
- Claytonia multiscapa
- Claytonia nevadensis
- Claytonia ogilviensis
- Claytonia palustris
- Claytonia parviflora
- Claytonia perfoliata
- Claytonia rosea
- Claytonia rubra
- Claytonia sarmentosa
- Claytonia saxosa
- Claytonia scammaniana
- Claytonia sibirica
- Claytonia tuberosa
- Claytonia umbellata
- Claytonia virginica
- Claytonia washingtoniana